# Kosman (wieś)
Kosman (cyr. Косман) – wieś w Bośni i Hercegowinie, w Republice Serbskiej, w gminie Foča. W 2013 roku liczyła 1 mieszkańca.